# Altella biuncata
Altella biuncata är en spindelart som först beskrevs av Miller 1949.  Altella biuncata ingår i släktet Altella och familjen kardarspindlar. Inga underarter finns listade i Catalogue of Life.